# Социалистическа партия (Босна и Херцеговина)
Вижте пояснителната страница за други значения на Социалистическа партия.
Социалистическата партия (на сръбски: Социјалистичка партија) е сръбска политическа партия в Босна и Херцеговина, основана през 1993 година. Неин председател е Петър Джокич.